# فرناندو هويرغو
فرناندو هويرغو (مواليد 31 يوليو 1908) هو مبارز بالسيف أرجنتيني، مثّل بلاده في الألعاب الأولمبية الصيفية 1948.

## روابط خارجية
فرناندو هويرغو على موقع أوليمبيديا (الإنجليزية)